# Eric Over
Eric Over (* 5. Juli 1933 in Sheffield; † 7. Januar 2012 in Peterborough) war ein englischer Fußballspieler.

## Karriere
Over spielte für den FC Sheffield in der Yorkshire League, bevor er im November 1954 nach einem Probetraining in der Reservemannschaft von Sheffield United zum lokalen Erstligisten wechselte und zum Profi aufstieg. Ende November 1954 kam Over in einem Freundschaftsspiel gegen den dänischen Klub Esbjerg fB erstmals zum Einsatz und erzielte einen Treffer, in Pflichtspielen erhielten zumeist Colin Grainger oder Derek Hawksworth auf der linken Außenstürmerposition den Vorzug.
Zu seinem Erstligadebüt kam Over, der besonders durch seine Antrittsgeschwindigkeit bestach, am 14. März 1955 bei einem 1:0-Heimerfolg gegen den AFC Sunderland und bildete auch fünf Tage später mit George Luke die linke Angriffsseite. Die 0:5-Auswärtsniederlage gegen Tottenham Hotspur blieb für beide der letzte Pflichtspieleinsatz für United. Anfang 1956 wechselte Over für eine Ablöse von £400 zum AFC Barrow in die Third Division North. In den Wochen nach seiner Verpflichtung kam er zu acht torlosen Einsätzen, bevor er nach einer 1:6-Niederlage gegen Oldham Athletic im März im restlichen Saisonverlauf nicht mehr berücksichtigt wurde. Anschließend folgten nochmals einige Einsätze im September 1956, bevor er erst wieder im Dezember 1956 zum Einsatz kam. Hierbei erzielte er gegen Oldham Athletic sein erstes Pflichtspieltor im Profibereich, brach sich aber in der folgenden Woche in einer FA-Cup-Partie gegen den FC Chesterfield nach einem Zusammenprall mit Gegenspieler Dave Blakey das Bein.
Over kehrte zu Beginn der folgenden Saison 1957/58 in den Spielbetrieb zurück und wechselte im Dezember 1957 für £450 zum Ligakonkurrenten Oldham Athletic. Dort gehörte er ab dem 1. Weihnachtstag zur Stammmannschaft, verpasste mit dem Klub aber als 15. der Endtabelle die Qualifikation für die neue eingleisige Third Division. Von Oldham am Saisonende auf die Transferliste gesetzt, entschloss sich Over zur Beendigung seiner Profilaufbahn und trat bei der Grimsby Borough Police in den Polizeidienst ein, für deren Fußballmannschaft er an der Seite weiterer Ex-Profis aktiv blieb.